# بيل موران
بيل موران (بالإنجليزية: Bill Moran)‏ هو لاعب كرة قاعدة أمريكي، ولد في 10 أكتوبر 1869 في جوليت في الولايات المتحدة، وتوفي بنفس المكان في 8 أبريل 1916, لعب في جزء في موسمين في الدوري الوطني. هو الأخ الأصغر لجولي موران وايمان، مغنية الأوبرا الشهيرة.

## وصلات خارجية
- بيل موران على موقعبيزبول رفرنس.كوم (الدوري الرئيسي) (الإنجليزية)
- بيل موران على موقعبيزبول رفرنس.كوم (الدوري الثانوي) (الإنجليزية)